# باشگاه فوتبال گلدن لیون
باشگاه فوتبال گلدن لیون یک باشگاه فوتبال از مارتینیک است که در شهر سنت جوزف واقع شده است. آنها در لیگ برتر مارتینیک، دسته برتر فوتبال در مارتینیک بازی می‌کنند. آنها برای اولین بار در فصل ۱۵–۲۰۱۴ قهرمان لیگ شدند.
در ژانویه ۲۰۲۴، آنها در جام حذفی فرانسه شرکت کردند و با نتیجه ۱۲–۰ از لیل شکست خوردند.